# Oganesson
Oganessonul este numele definitiv al elementului supergreu sintetic cu numărul atomic 118; simbolul chimic corespunzător este Og și a fost numit în onoarea savantului rus Iuri Țolacovici Oganesian. Numărul foarte mic de atomi de Uuo obținuți până acum (3 sau 4) nu permit studierea proprietăților fizice și chimice ale elementului, dar predicțiile teoretice arată că acesta ar fi un solid radioactiv.
Pe 8 iunie 2016, IUPAC a redenumit ununoctiu în oganesson (simbol: Og).

## Istorie
Numele ununoctiu a fost folosit în articolele științifice ce făceau referire la căutarea elementului cu numărul atomic 118. Este alcătuit din următoarele cuvinte: Un(unu)un(unu)octium (opt). Elementele transuraniene sunt, cu excepția unor cantități microscopice, create doar pe cale artificială, și de obicei sunt numite după numele unui cercetător sau după locul în care se află laboratorul de fizică atomică unde au fost făcute cercetările. În 1999, cercetători de la Lawrence Berkeley National Laboratory au anunțat descoperirea elementelor 116 și 118, într-o lucrare publicată în Physical Review Letters. Cercetătorii au afirmat că au efectuat următoarea reacție:
{\displaystyle \,_{98}^{249}\mathrm {Cf} +\,_{20}^{48}\mathrm {Ca} \,\to \,_{118}^{294}\mathrm {Uuo} +3\;_{0}^{1}\mathrm {n} \;}
Anul următor, au publicat o retragere a celor publicate, după ce alți cercetători nu au reușit să ajungă la același rezultat. În iunie 2002, directorul laboratorului a anunțat că afirmațiile inițiale au fost bazate pe date fabricate de către principalul autor Victor Ninov.
Grupul american voia să îi dea numele Ghiorsium, după Albert Ghiorso, înainte de a fi forțați să își retragă afirmațiile.
Pe 10 octombrie 2006, cercetători de la Institutul Unificat de Cercetări Nucleare (Dubna) si de la Laboratorul Național Lawrence Livermore din California au anunțat în Physical Review C faptul că au detectat indirect elementul 118 produs prin colizii ale atomilor de Californiu și de Calciu.
| \| izo \| SN \| t1/2 \| MD \| ED MeV \| PD \| \| --------------------- \| ------ \| ------------------- \| -- \| ------ \| ------ \| \| 294Uuo \| {syn.} \| 0,89 ms +1.07 -0.31 \| \| \| 290Uuh \| \| Unități în SI și TPS. \| \| \| \| \| \| |        |                     |    |        |        |
| izo | SN     | t1/2                | MD | ED MeV | PD     |
| 294Uuo | {syn.} | 0,89 ms +1.07 -0.31 |    |        | 290Uuh |
| Unități în SI și TPS. |        |                     |    |        |        |